# تشيلسي ميميل
تشيلسي ماري ميميل (بالإنجليزية: Chellsie Memmel)(23 يونيو 1988، بـويست أليس) هي لاعبة جمباز أمريكية سابقة، لعبت لـمنتخب الجمباز الأمريكي للسيدات. ولدت ميميل في عائلة تشارك في الجمباز، وبدأت المنافسة في نخبة الأسلوب الفني في عام 2000. وفي عام 2003 دخلت النخبة الوطنية العليا.
في عام 2005، أصبحت ثالث امرأة أمريكية تفوز بميدالية الصنف الفردي في تاريخ البطولة واصبحت بطلت العالم للمرة الثانية بعد سنة 2003. وفي عام 2008 شاركت في أولمبياد بكين.
حصلت تشيلسي في مسيرتها على ميداليتان ذهبيتان عالميتان وميدالية فضية أولمبية في المنافسة الجماعية. وفي أمريكا  فازت بأربع ميداليات في نسخة واحدة، ثلاث منها ذهبية، لما مجموعه 7 ميداليات ما جعلها متعادلة مع شون جونسون في المرتبة الخامسة لاكثر اللاعبات الأمريكيات حصدا للميداليات بعد كل من شانون ميلر (16 ميدالية)، ناستيا لوكين (14 ميدالية)، اليشيا ساكرامون (11 ميدالية)، ودومينيك دوس (8 ميداليات). شاركت تشيلسي أيضا إلى جانب لاعبي الجمباز الآخرين  في جولة نجوم الجمباز الوطنية في أمريكا الشمالية، والتي استمرت سبعين يومًا.

## السيرة الذاتية
تشيلسي هي الأخت الكبرى لمارا وسكايلر و ابنتة جينيل وأندرو ميميل، لاعبي ومدربي الجمباز في الكلية الفائزين ببعض بطولات الجامعات. وكما هو الحال مع زميلتها في الفريق ناستيا ليوكين، تنحدر تشيلسي من عائلة تشارك في الجمباز، ويمتلك والدها صالة لألعاب الرياضية. تأثرت مارا شقيقتها بالجمباز واصبحت لاعب جمباز أيضا، تمارس تدريبها من خلال تدريب الطلاب الصغار في صالة الألعاب الرياضية العائلية؛ أما سكايلر فتقوم بتدريب الجمباز الفني للأطفال ضمن البرنامج الأولمبي للناشئين، الذي يبحث عن نخبة الرياضيين الناشئين.
ميميل مثل مواطنتها ناستيا، تلقت تدريبا من قبل والدها منذ بداية حياتها المهنية، وذلك في صالة الألعاب الرياضية العائلية «إم وإم للجمباز»، الواقعة في ويست أليس، حيث ولدت وعاشت مع والديها. عندما بدأ تدريبها يزداد اختار الأب تدريبها مع مدرب اخر يدعى جيم تشودي، معتقدًا عدم قدرته على تطوير مهارات ابنته الكاملة. ومع ذلك فإن الشراكة بين المدربين لم تدم وعادت الشابة للتدريب مع والدها أندرو في العام الأولمبي 2004.
تخرجت تشيلسي في عام 2006 من مدرسة ويست أليس الثانوية المركزية، وبدأت بالتفكير في مسيرتها المهنية ومستقبلها حيث خططت للسير على خطى والديها والقيام بما تفعله أخواتها بالفعل، قائلة إنها تنوي أن تصبح مدربة للجمباز الفني، لأن الجمباز ضروري بالنسبة لها، وكان دائمًا جزءًا من حياتها المهنية والشخصية.  يُنظر إلى تشيلسي على أنها لاعبة جمباز عنيدة تركز على أهدافها، وتتغلب دائمًا على العقبات. تفضل تشيلسي الاستمتاع بصحبة كلبها تاشا، فهي تحب ان تعيش حياة هادئة، كما تفضل القراءة والخروج مع الأصدقاء إلى السينما، بدلاً من الظهور دائمًا في وسائل الإعلام.

## روابط خارجية
- تشيلسي ميميل على موقع الاتحاد الدولي للجمباز (licence) (الإنجليزية)
- تشيلسي ميميل على موقع الاتحاد الدولي للجمباز (biography) (الإنجليزية)
- تشيلسي ميميل على موقع الاتحاد الأمريكي للجمباز (الإنجليزية)
- تشيلسي ميميل على موقع اللجنة الأولمبية الدولية (الإنجليزية)
- تشيلسي ميميل على موقع أوليمبيديا (الإنجليزية)
- تشيلسي ميميل على موقع اللجنة الأولمبية والبارالمبية الأمريكية (الإنجليزية)